# Ґуаятірі (вулкан)
Ґуаятірі або Ґуальятірі (ісп. Guallatiri) — гора в Чилі, один з найактивніших вулканів на півночі країни. Ґуаятірі знаходиться безпосередньо на північ від кордону з Болівією та на південний схід від Невадос-де-Кімсачата. Це симетричний стратовулкан висотою 6071 м (за іншими даними 6063 м), вкритий вічними снігами, з активним вулканічним отвором на південному схилі.